# Дель Потро, Хуан Мартин
Хуан Мартин дель Потро (исп. Juan Martín del Potro; родился 23 сентября 1988 года, в Тандиле, Аргентина) — аргентинский теннисист; победитель одного турнира Большого шлема в одиночном разряде (Открытый чемпионат США-2009); финалист одного турнира Большого шлема в одиночном разряде (Открытый чемпионат США-2018); двукратный призёр Олимпийских игр в мужском одиночном разряде (серебро — Рио-де-Жанейро-2016 и бронза — Лондон-2012); победитель 23 турниров ATP (из них 22 в одиночном разряде); бывшая третья ракетка мира в одиночном разряде.
Бывшая третья ракетка мира в юниорском рейтинге; победитель одиночного турнира Orange Bowl-2002 (турнир для 14-летних).

## Общая информация
Хуан Мартин один из двух детей Даниэля (умер в 2021 году) и Патрисии дель Потро. У аргентинца есть младшая сестра Джульета. Хуан Мартин не первый человек в своей семье, кто серьёзно занимался спортом высших достижений: его отец полупрофессионально играл в регби.
Среди знакомых аргентинец имеет прозвища Энано, Полито, Дельпо.
Первые шаги в теннисе Хуан Мартин сделал в 7 лет. Первый тренер — Марсело Гомес. Любимое покрытие — грунт.
В качестве альтернативы теннису для себя аргентинец называет архитектуру, коей бы он и занялся более плотно, если бы теннис не стал его главным занятием в жизни.
После смерти отца Хуана Мартина стало известно, что он растратил около 90 процентов заработков сына из-за неудачных инвестиций.

## Спортивная карьера

### Начало карьеры

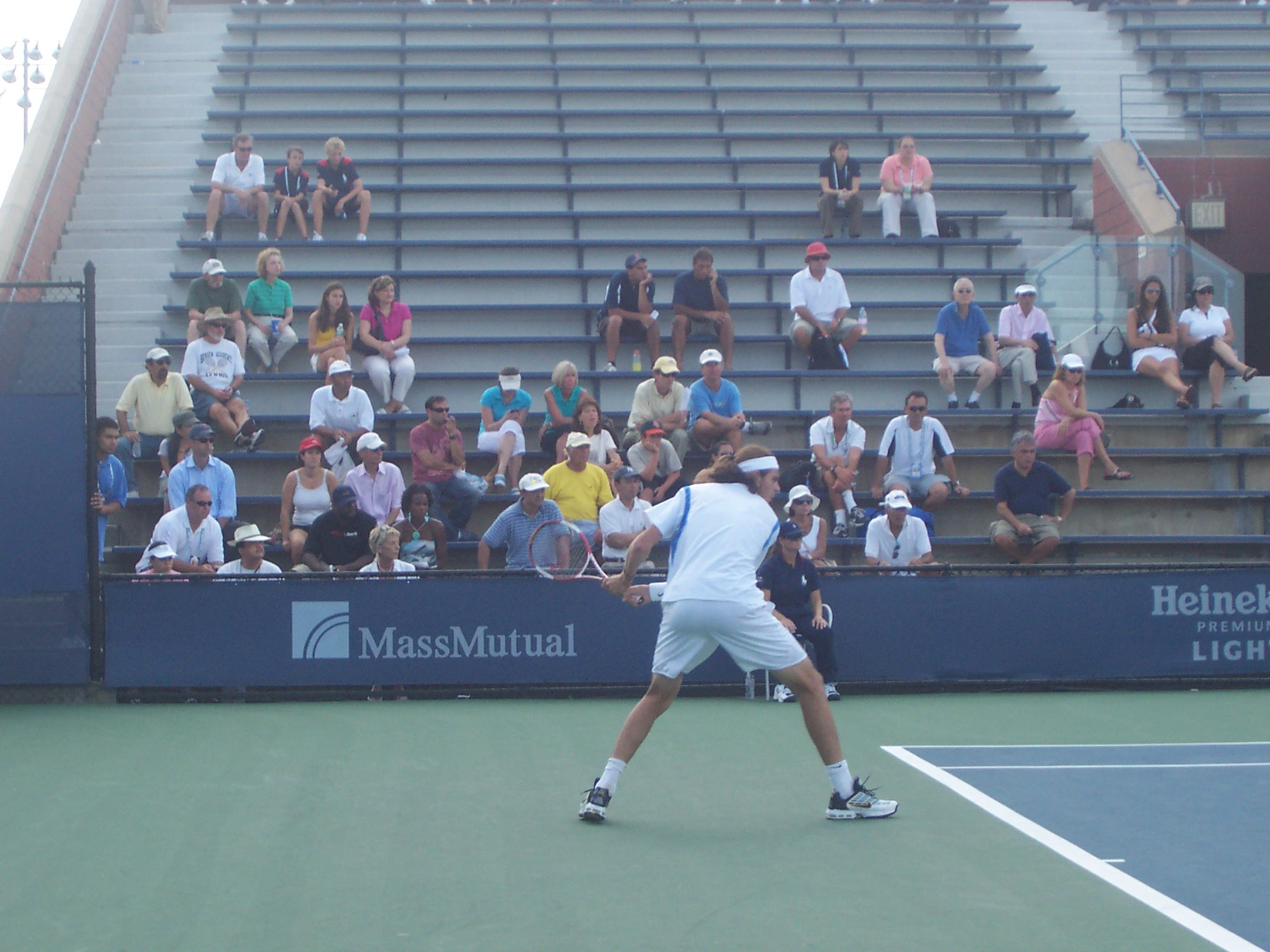
Дель Потро в квалификации на Открытый чемпионат США-2006

В 2002 году побеждает на престижном юниорском турнире Orange Bowl в возрастной категории до 14 лет. В апреле 2005 года выигрывает три турнира из серии «фьючерс». В ноябре того же года успех к нему приходит и на турнире серии «челленджер» в Монтевидео. В начале 2006 года впервые играет на соревнованиях ATP-тура. Первый свой матч на таком уровне Дель Потро сыграл на турнире в Винья-дель-Мар против испанского теннисиста Альберта Портаса обыграл его 6-2, 6-2. В следующем своем матче на турнире он уступил Фернандо Гонсалесу 3-6, 6-7(4). В феврале 2006 года он также играет ещё на трёх турнирах ATP, но везде уступает уже в первом раунде. В апреле того же года выигрывает «челленджер» в Агуаскальентесе.
В мае 2006 года дебютирует на турнире серии Большого шлема. Происходит это событие на Открытом чемпионате Франции, где в первом круге Хуан Мартин уступил Хуану Карлосу Ферреро 3-6, 6-2, 2-6, 4-6. В июле того же года на турнире ATP в Штутгарте дошёл до третьего раунда, а в Умаге впервые в карьере в четвертьфинал. В начале августа праздновал победу на «челленджере» в Сеговии. В том же месяце дебютирует на первом для себя Открытом чемпионате США, но уступает в первом же раунде. В октябре вышел в третий раунд турнира в Токио, благодаря чему поднялся в рейтинге в первую сотню. В конце октября Дель Потро вышел в четвертьфинал турнира в Базеле.

### 2007—2008

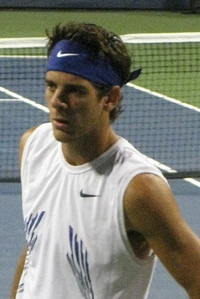
Дель Потро на турнире в Вашингтоне

2007 год 18-летний Дель Потро начинает как полноценный игрок первой сотни. На первом в сезоне турнире в Аделаиде он добирается до полуфинала. На следующем турнире в Окленде он уступил в первом раунде. На дебютном Открытом чемпионате Австралии дошёл до второго раунда, где в игре против Фернандо Гонсалеса отказался от продолжения борьбы при счёте 6-7(7), 6-4, 7-6(3), 4-6, 0-4. В начале феврале сыграл свой дебютный матч за Аргентину в Кубке Дэвиса. Затем на трёх турнирах подряд он выбывает на стадии второго раунда. На турнире серии Мастерс в Майами ему удается дойти до четвёртого раунда.
В июне дошёл до четвертьфинала в Ноттингеме и дебютировал на Уимблдонском турнире последнем для себя из серии Большого шлема. На этом турнире он впервые сыграл матч против действующего первого номера в мире. На тот момент им был Роджер Федерер, которому Дель Потро уступил 2-6, 5-7, 1-6 во встрече второго раунда. В начале августа выигрывает свой первый парный титул на турнире ATP в Индианаполисе. На Открытом чемпионате США этого года он впервые попадает в третий раунд. Сезон он заканчивает на 44-м месте в рейтинге.
Сезон 2008 года становится для него прорывным в его профессиональной карьере. Правда начало сезона оказалось смазанным. Ни на одном турнире ему не удалось преодолеть стадию первых раундов, а некоторые пришлось пропустить из-за травм. Лишь в начале мая сыграл свой первый четвертьфинал на турнире в Мюнхене. Но на Открытом чемпионате Франции выбыл на стадии второго раунда. Затем на травяном турнире в Хертогенбосе дошёл до полуфинала, а на Уимблдонском турнире уступает во втором раунде.
С начала июля Дель Потро начинает свою затяжную победную серию. Для начала он впервые в карьере выиграл одиночный титул на турнирах ATP. Произошло это в Штутгарте, где в финале он обыграл Ришара Гаске 6-4, 7-5. На следующем для себя турнире ему также удается завоевать титул. В решающем поединке в Кицбюэле им был обыгран Юрген Мельцер 6-2, 6-1. Перебравшись из Европы, в Америку, а с грунта на хард, Дель Потро не перестал побеждать. Для начала он одержал победу на турнире в Лос-Анджелесе, а затем победил на турнире в Вашингтоне. В итоге в преддверии Открытого чемпионата США дель Потро выиграл подряд 19 матчей, победив на 4 турнирах: Штутгарт, Кицбюэль, Вашингтон и Лос-Анджелес (первые два — на грунте, последние два — на харде). После этих 19 побед дель Потро поднялся на 17-ю строчку мирового рейтинга.
На открытом чемпионате США дель Потро выиграл ещё 4 матча, доведя победную серию до 23 матчей, но в четвертьфинале 3 сентября в упорной борьбе уступил британцу Энди Маррею 6-7(2), 6-7(1), 6-4, 5-7. Для дель Потро это был первый в карьере выход в четвертьфинал турнира Большого шлема, а Маррей впервые вышел в полуфинал. Победная серия в 23 матча уступила в 2008 году только серии побед Рафаэля Надаля. Также эта серия стала самой продолжительной победной серией для игрока не из первой десятки за последние 20 лет. Сразу после чемпионата США, выиграв два матча из двух, Хуан Мартин помог сборной Аргентине одолеть в полуфинале Кубка Дэвиса сборную России.
В начале октября на турнире в Токио сыграл пятый финал в году, но впервые уступил. На турнире в Вене он выбывает во втором раунде. На Мастерсе в Мадриде доходит до четвертьфинала. На турнирах в Базеле и Мастерсе в Париже дважды уступает своему соотечественнику Давиду Налбандяну, сначала в полуфинале, а затем в матче третьего раунда. В конце сезона принял участие в Итоговом турнире, где выиграв у Жо-Вильфрида Тсонга, но проиграв Новаку Джоковичу и Николаю Давыденко не вышел из группы. По итогам сезона занял 9-е место в общемировом рейтинге теннисистов.

### 2009—2010 (победа в США и травма запястья)

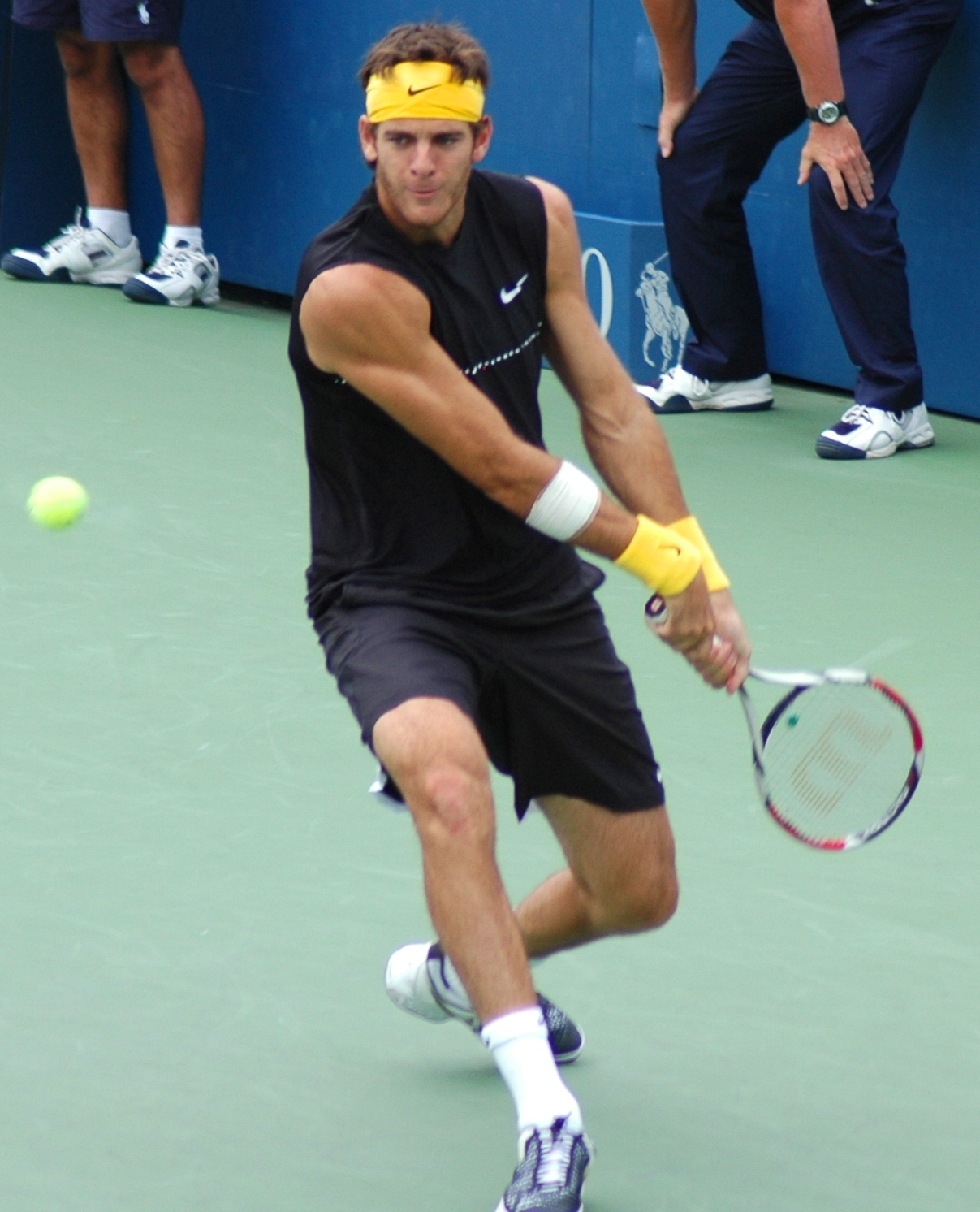
На победном для себя Открытом чемпионате США 2009 года

2009 год для дель Потро начинается с выигрыша на турнире в Окленде. В финале он обыграл американца Сэма Куэрри 6-4, 6-4 и завоевал свой пятый в карьере одиночный титул ATP. На Открытом чемпионате Австралии он сумел выйти в четвертьфинал, где уступил Роджеру Федереру. Также до четвертьфинала он доходит на следующих трёх турнирах подряд: в Сан-Хосе, Мемфис и на Мастерсе в Индиан-Уэлсе. Дойти до полуфинала ему наконец-то удалось на Мастерсе в Майами. Для этого ему пришлось впервые в карьере переиграть в четвертьфинале первую ракетку в мире испанца Рафаэля Надаля 6-4, 3-6, 7-6(3). В полуфинале он уступил Энди Маррею 1-6, 7-5, 2-6. Перед европейской частью сезона Дель Потро занял 5-е место в мировом рейтинге.
Первый матч в сезоне на грунте сыграл против Ивана Любичича на Мастерсе в Монте-Карло и уступил 6-4, 1-6, 4-6. На следующем для себя Мастерсе в Риме выступил более успешно, дойдя до четвертьфинала. На Мастерсе в Мадриде его результатом стал полуфинал. На этой стадии он уступил швейцарцу Роджеру Федереру. Ему же Дель Потро уступил и в первом для себя полуфинале на турнирах из серии Большого шлема Открытом чемпионате Франции со счётом 6-3, 6-7(2), 6-2, 1-6, 4-6. Сразу после этого выступил на Уимблдонском турнире, но без особого успеха, уступив во втором раунде Ллейтону Хьюитту.
В начале августа он защитил свой прошлогодний титул на турнире в Вашингтоне. Для этого ему пришлось обыграть в финале 5-го в мире Энди Роддика 3-6, 7-5, 7-6(6). На Мастерсе в Монреале ему удалось обыграть в четвертьфинале Надаля 7-6(5), 6-1 и в полуфинале все того же Роддика 4-6, 6-2, 7-5 и выйти в финал. В решающем матче он уступил британцу Энди Маррею 7-6(4), 6-7(3), 1-6. Таким образом Дель Потро подготовился к выступлению на Открытом чемпионате США, на котором он выступил в качестве 6-го сеянного игрока. Здесь ему удается впервые в карьере выиграть турнир из серии Большого шлема. В полуфинале ему удается обыграть Рафаэля Надаля, а в решающем матче за титул Роджера Федерера, который до этого матча выиграл 40 матчей и пять титулов подряд на этом турнире. Дель Потро стал первым аргентинцем кому удалось выиграть одиночный мужской турнир на Открытом чемпионате США со времен Гильермо Виласа, который побеждал здесь в 1977 году.
| Стадия   | Соперник (посев)    | Рейтинг | Счёт                          | Время матча |
| 1-й круг | Хуан Монако         | 41      | 6-3, 6-3, 6-1                 | 2 ч 5 мин   |
| 2-й круг | Юрген Мельцер       | 38      | 7-6(6), 6-3, 6-3              | 2 ч 21 мин  |
| 3-й круг | Даниэль Кёллерер    | 62      | 6-1, 3-6, 6-3, 6-3            | 2 ч 37 мин  |
| 4-й круг | Хуан Карлос Ферреро | 25      | 6-3, 6-3, 6-3                 | 2 ч 8 мин   |
| 1/4      | Марин Чилич         | 17      | 4-6, 6-3, 6-2, 6-1            | 2 ч 33 мин  |
| 1/2      | Рафаэль Надаль (3)  | 3       | 6-2, 6-2, 6-2                 | 2 ч 20 мин  |
| Финал    | Роджер Федерер (1)  | 1       | 3-6, 7-6(5), 4-6, 7-6(4), 6-2 | 4 ч 6 мин   |

Сделав перерыв в выступлениях до октября, после своей победы в США Дель Потро играет первый матч на турнире в Токио. В первом же раунде он уступил 189-й ракетке мира французу Эдуару Роже-Васслен. Та же участь его постигает на Мастерсе в Шанхае. На турнире Мастерс в Париже он дошёл до четвертьфинала. На втором для себя в карьере Итоговом турнире ему удалось дойти до финала. В группе он выиграл два матча из трёх (у Фернандо Вердаско и Роджера Федерера), а в полуфинале обыграл Робина Сёдерлинга. В решающем матче дель Потро уступил россиянину Николаю Давыденко. По итогам сезона 2009 года он занял пятое место в рейтинге.
Первым официальным турниром в 2010 году для дель Потро становится Открытый чемпионат Австралии, где он дошёл до четвёртого раунда. Незадолго до этого турнира ему на короткое время удалось достичь высшей для него строчки в рейтинге 4-го места. После Австралии дель Потро вынужден был пропустить большую часть сезона из-за полученной им на тренировке травмы запястья. Возвращение его состоялось в конце сентября на турнире в Бангкоке, где он уступил в первом же раунде. До конца года он сыграл ещё только на одном турнире в Токио, где также проиграл в первой же встрече. Сыграв за весь 2010 год только на трёх турнирах, дель Потро опустился в рейтинге на 258-е место

### 2011—2013

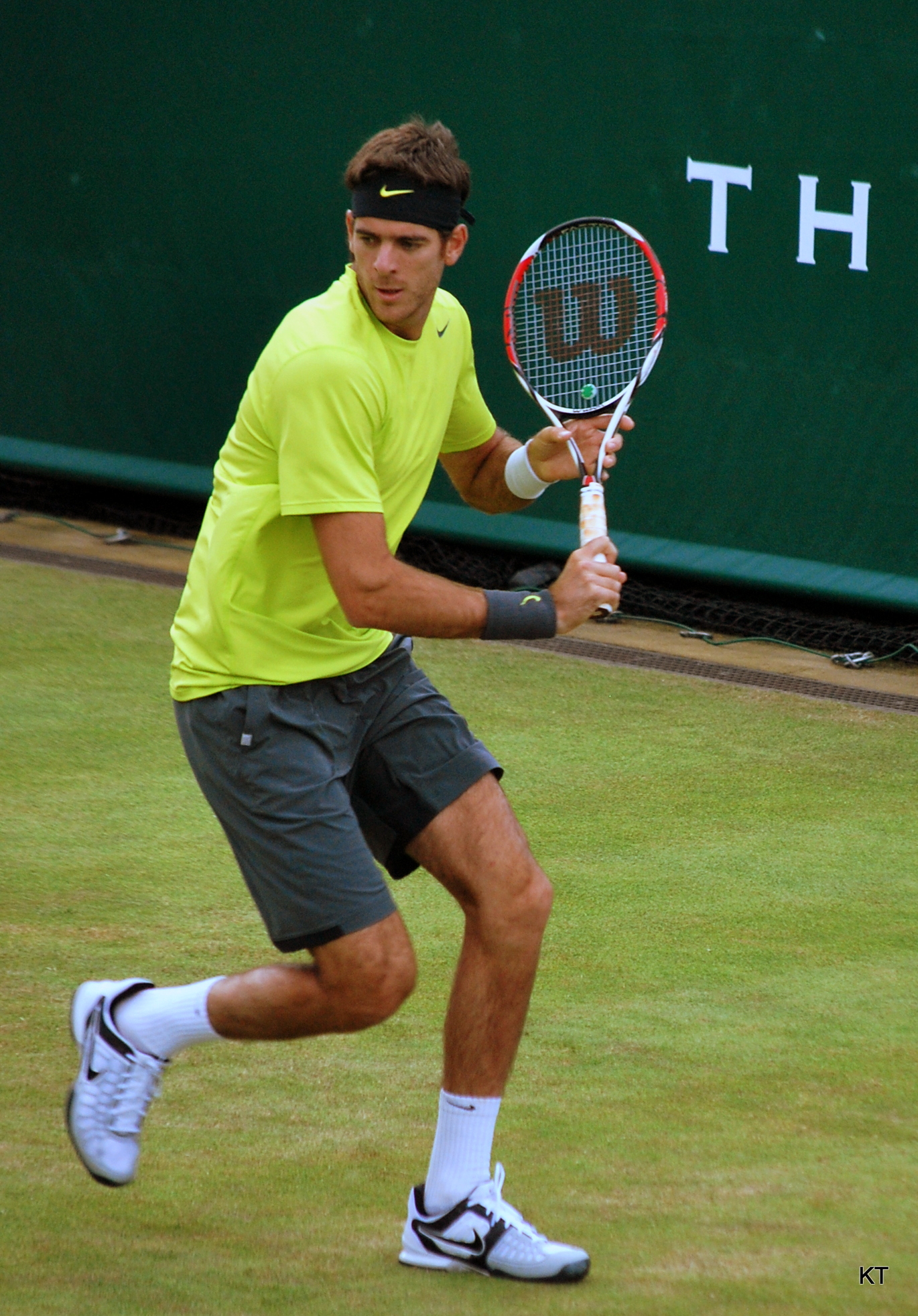
дель Потро в 2012 году

Стартует в 2011 году Дель Потро с турнира в Сиднее, где он выбыл во втором раунде. Также завершил он выступления и на Открытом чемпионате Австралии. В феврале на турнирах в Сан-Хосе и Мемфисе он дошёл до полуфинала, а на турнире в Делрей-Бич ему удается завоевать титул (первый после победы на Открытом чемпионате США 2009). На турнире Мастерс в Индиан-Уэлсе он добирается до полуфинала. На Мастерсе в Майами до четвёртого раунда. В апреле ему удается победить на турнире в Эшториле. Затем на трёх турнирах подряд он доходит до третьего раунда. Произошло это на Мастерсе в Мадриде, на Открытом чемпионате Франции и травяном турнире в Лондоне. На Уимблдонском турнире его результатом стал четвёртый раунд.
В конце июля он вышел в четвертьфинал в Лос Анджелесе. На Мастерсах в Монреале и Цинциннати Дель Потро выбыл уже во втором раунде. Не очень получилось выступить ему и на Открытом чемпионате США, где он дошёл до третьего раунда. В конце сезона он выступил на турнире в Стокгольме (второй раунд, в Вене, где его результатом стал выход в финал и в Валенсии, где он дошёл до полуфинала. По итогу сезона ему удалось вернуться в мировую элиту. В рейтинге он поднялся на 11-е место.
2012 год начался с четвертьфинала в Сиднее. На Открытом чемпионате Австралии Дель Потро удалось дойти до четвертьфинала, где он уступил Роджеру Федереру. Ему же Дель Потро уступил в финале турнира в Роттердаме. На следующем турнире в Марселе он снова вышел в финал. На этот раз, переиграв Микаэля Льодра 6-4, 6-4 Хуану Мартину удалось завоевать титул. На турнире в Дубае он дошёл до полуфинала, где вновь (уже третий раз в сезоне) проиграл Роджеру Федереру. Четвёртое поражение от швейцарца не заставило себя долго ждать, оно произошло в четвертьфинале следующего турнира в Индиан-Уэлсе. В Майами Дель Потро дошёл до четвёртого раунда.
Грунтовую часть сезона аргентинец начал с защиты прошлогоднего титула на турнире в Оэйраше. В финале он переиграл Ришара Гаске 6-4, 6-2. Следом аргентинец дошёл до полуфинала в Мадриде и вышел в четвертьфинал на Ролан Гаррос. где сначала переиграл Томаша Бердыха, а затем уступил Роджеру Федереру, ведя 2-0 по сетам. Следом дель Потро сравнительно удачно отыграл травяной отрезок: дойдя до четвёртого круга на Уимблдоне и завоевав бронзовую медаль на Олимпиаде. уступив в затяжной концовке место в финале всё тому же Федереру, но обыграв в утешительном матче Новака Джоковича. Серб затем отыгрался во время североамериканской хардовой серии, переиграв аргентинца сначала в полуфинале турнира в Цинциннати, а затем в четвертьфинале Открытого чемпионата США.
Осенний зальный сезон принёс два титула (в Вене и Базеле, где впервые за восемь матчей удалось переиграть Федерера), а также полуфинал Итогового соревнования, где аргентинец сыграл впервые с 2009 года.
В следующий сезон 2013 года дель Потро входил весьма поступательно: на Открытый чемпионат Австралии он проиграл уже в третьем раунде, но в ходе последующего хардового отрезка смог быстро подойти к своей лучшей игровой форме, отметившись титулом в Роттердаме, полуфиналом в Дубае и финалом на Мастерсе в Индиан-Уэлсе, где впервые за пять матчей аргентинцу удалось переиграть Новака Джоковича. Грунт не принёс аргентинцу больших успехов, а в довершение всего он подхватил какое-то вирусное заболевание, из-за чего вынужден был взять несколько пауз в выступлениях и в итоге пропустить французский турнир Большого шлема.
К травяному сезону все проблемы были решены, и аргентинец вновь вернулся к соревнованиям, быстро набрав приемлемую игровую форму. На Уимблдоне он впервые добрался до полуфинала, обыграв в четвертьфинале Давида Феррера, а в полуфинале уступил Новаку Джоковичу, признав своё поражение лишь в решающей партии, спустя более чем четыре с половиной часа игры. В начале августа Хуан Мартин смог выиграть турнир в Вашингтоне в третий раз в карьере. В финале он переиграл американца Джона Изнера со счётом 3-6, 6-1, 6-2. Титул стал 15-м в карьере аргентинца в Мировом туре. На Мастерсе в Цинциннати дель Потро смог выйти в полуфинал, а на Открытом чемпионате США уже во втором раунде проиграл австралийцу Ллейтону Хьюитту. В начале октября дель Потро выиграл ещё один титул на турнире в Токио. В решающем матче он выиграл Милоша Раонича — 7-6(5) 7-5. На Мастерсе в Шанхае Хуан Мартин в полуфинале смог обыграть первую ракетку мира Рафаэля Надаля (6-2, 6-4) и выйти в финал, в котором проиграл Новаку Джоковичу со счётом 1-6, 6-3, 6-7(3). В конце месяца дель Потро выиграл четвёртый титул в сезоне. Он взял его на зальном турнире в Базеле. В решающем матче он смог нанести поражение Роджеру Федереру — 7-6(3), 2-6, 6-4. На Мастерсе в Париже швейцарец взял реванш и обыграл дель Потро в четвертьфинале. На Итоговом турнире года дель Потро в группе проиграл два матча: Федереру и Джоковичу и выиграл один у Ришара Гаске и по итогу не смог преодолеть групповой этап. В рейтинге 2013 года аргентинец занял пятую строчку, повторив своё лучшее достижение 2009 года. Он был назван у себя на родине лучшим спортсменом 2013 года.

### 2014—2016 (травма, серебро на Олимпиаде и победа в Кубке Дэвиса)

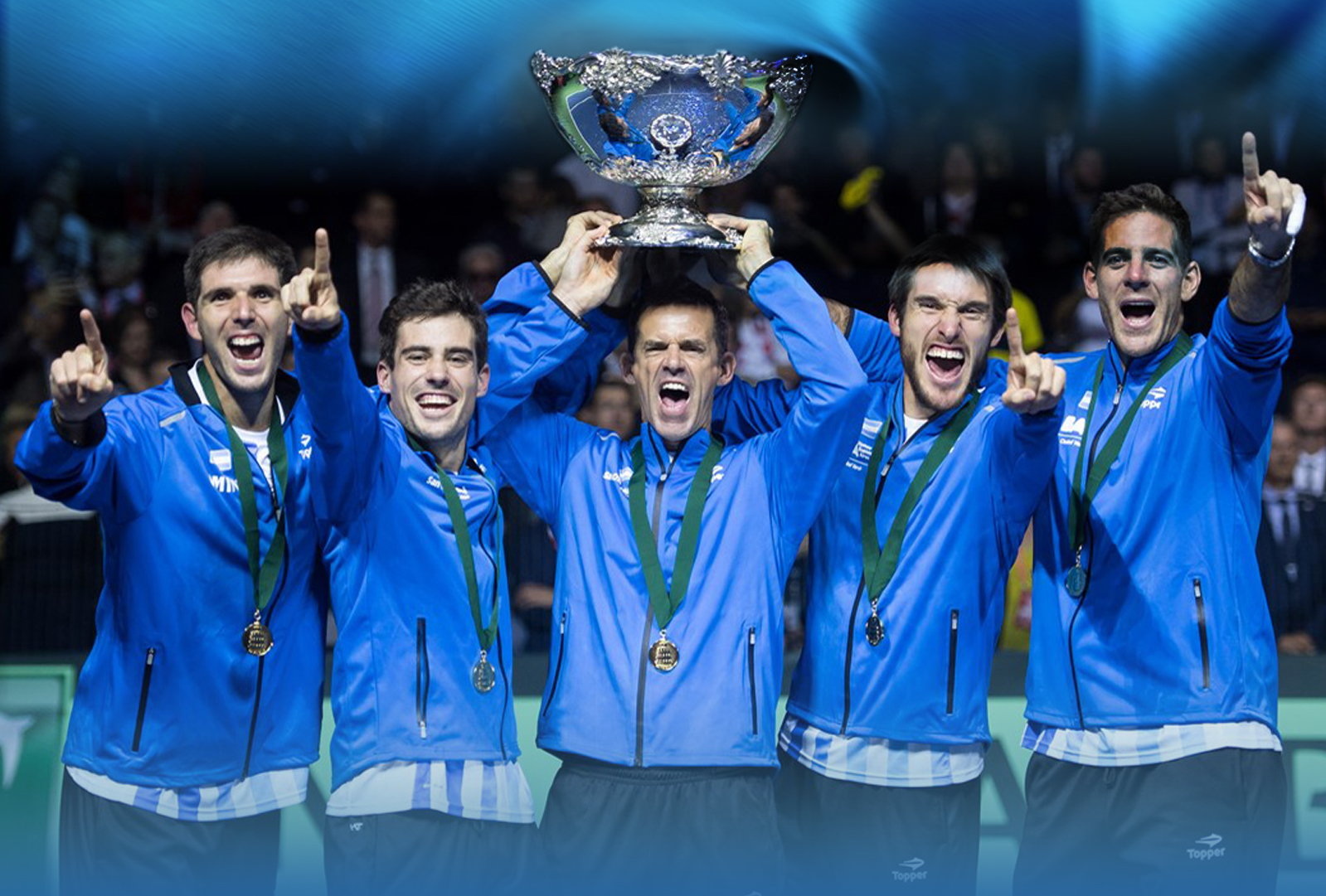
Дель Потро (первый справа) с Кубком Дэвиса в 2016 году

В январе 2014 года дель Потро выиграл турнир в Сиднее, обыграв в финальном матче прошлогоднего победителя этих соревнований Бернарда Томича — 6-3, 6-1. Австралийский чемпионат закончился для него поражением во втором раунде. В марте аргентинец был вынужден завершить досрочно сезон из-за травмы левого запястья. Он перенёс операцию и вернулся к игровой практике уже в 2015 году.
В январе 2015 года он сыграл свой первый турнир после восстановления от травмы. Дель Потро вышел на защиту титула в Сиднее и смог выиграть два матча и выйти в четвертьфинал. За день до своего старта на Открытом чемпионате Австралии он снялся с турнира и вернулся в Мировой тур в марте, проиграв стартовый матч Мастерса в Майами. Это турнир стал для Хуана Мартина последним в сезоне. В июне он был вынужден перенести вторую операцию на запястье.
Вернуться в профессиональный спорт после двух почти полностью пропущенных сезонов дель Потро смог в 2016 году. Начал свои выступления он не сразу, а в феврале с турнира в Делрей-Бич, где с ходу сумел выйти в полуфинал. Открытый чемпионат Франции он пропустил. В июне дель Потро во второй раз в сезоне вышел в 1/2 финала на травяном турнире в Штутгарте. Во втором раунде Уимблдонского турнира аргентинский теннисист впервые с 2013 года смог обыграть теннисиста из топ-10. Он оказался сильнее № 5 в мире Стэна Вавринки, однако уже в следующем раунде он проиграл Люке Пую. В июле дель Потро помог сборной Аргентине обыграть в четвертьфинале Кубка Дэвиса сборную Италии, сыграв и выиграв парную встречу. В августе он замечательно выступил на Олимпийских играх в Рио-де-Жанейро. В первом же раунде ему достался в соперники лидер мировой классификации Новак Джокович и дель Потро, находясь в тот момент на 145-м месте в рейтинге, смог выбить из сетки главного фаворита. Дойдя затем до полуфинала, он обыграл Олимпийского чемпиона 2008 года Рафаэля Надаля. В финале он проиграл чемпиону прошлой Олимпиады Энди Маррею.
| Стадия  | Соперник (посев)           | Рейтинг | Счёт            | Время матча |
| 1 раунд | Новак Джокович (1)         | 1       | 7-6(4) 7-6(2)   | 2 ч 27 мин  |
| 2 раунд | Жуан Соуза                 | 36      | 6-3 1-6 6-3     | 1 ч 58 мин  |
| 3 раунд | Таро Даниэль (WC)          | 117     | 6-7(4) 6-1 6-2  | 2 ч 12 мин  |
| 1/4     | Роберто Баутиста Агут (10) | 17      | 7-5 7-6(4)      | 2 ч 11 мин  |
| 1/2     | Рафаэль Надаль (3)         | 5       | 5-7 6-4 7-6(5)  | 3 ч 8 мин   |
| Финал   | Энди Маррей (2)            | 2       | 5-7 6-4 2-6 5-7 | 4 ч 2 мин   |

На Открытом чемпионата США 2016 года дель Потро выступил, благодаря Уайлд-кард. В итоге Хуан Мартин сумел дойти до четвертьфинала и после турнира вернулся в первую сотню мирового рейтинга. В сентябре он сыграл за Аргентину в полуфинале Кубка Дэвиса. Дель Потро победил в сложнейшем матче лидера сборной Великобритании Энди Маррея. Их матч продолжался более пяти часов и завершился со счётом 6-4, 5-7, 6-7(5), 6-3, 6-4. Аргентина выиграла ту встречу с общим счётом 3-2 и вышла в финал. В октябре дель Потро победил в первом за более чем два года турнире. Он стал сильнейшим на зальном турнире в Стокгольме. Финальный матч он провёл против американца Джека Сока — 7-5, 6-1. В конце сезона дель Потро выступил за сборную Аргентины в финале Кубка Дэвиса против сборной Хорватии. Финал проходил на корте хорватов в Загребе. Свой первый матч Хуан Мартин выиграл у Иво Карловича (6-4, 6-7(6), 6-3, 7-5). Он сыграл затем парную встречу, где совместно с Леонардо Майером проиграл Ивану Додигу и Марину Чиличу (6-7(2), 6-7(4), 3-6). Аргентина стала проигрывать со счётом 1-2 и была в одном матче от поражения. Дель Потро в последний день финала вышел на одиночный матч против лидера хорватов Марина Чилича и смог в пяти сетах сломить сопротивление шестой ракетки мира (6-7(4), 2-6, 7-5, 6-4, 6-3) и сравнять общий счёт в финале. После победы в решающем матче, одержанной Федерико Дельбонисом, сборная Аргентины впервые в истории выиграла Кубок Дэвиса, а Хуан Мартин стал лидером этой победы, принеся два очка в финальной встрече.

### 2017—2022 (№ 3 в мире и финал в США, операции на колене)
Дель Потро пропустил начало сезона 2017 года, в том числе и Открытый чемпионат Австралии и начал свои выступления в феврале. На первом для себя турнире в сезоне в Делрей-Бич он смог выйти в полуфинал. В мае Хуан Мартин вышел в четвертьфинал Мастерса в Риме. На Ролан Гаррос он сыграл впервые за пять лет и вышел в третий раунд. Уимблдон завершился для аргентинца на стадии второго раунда. Лучшим выступлением на Больших шлемах в сезоне стал полуфинал на Открытом чемпионате США. В четвёртом раунде дель Потро обыграл № 8 в мире Доминика Тима (1-6, 2-6, 6-1, 7-6(1), 6-4), а в четвертьфинале нанёс поражение № 3 Роджеру Федереру (7-5, 3-6, 7-6(8), 6-4). В полуфинале Хуан Мартин уступил первой ракетке мира Рафаэлю Надалю (6-4, 0-6, 3-6, 2-6). В октябре на Мастерсе в Шанхае дель Потро добрался до полуфинала. Затем на турнире в Стокгольме он смог защитить прошлогодний титул, переиграв в финале Григора Димитрова со счётом 6-4, 6-2. Через неделю на турнире в Базеле 29-летний аргентинский теннисист также сыграл в финале, но проиграл его Роджеру Федереру — 7-6(5), 4-6, 3-6. Последним в сезоне турниром для него стал Мастерс в Париже, где дель Потро вышел в четвертьфинал.
Хуан Мартин дель Потро начал сезон 2018 года с выхода в финал турнира АТР тура в Окленде, где он проиграл испанцу Роберто Баутисте Агуту со счётом 1:6, 6:4, 5:7. Это позволило Хуану Мартину впервые с августа 2014 года войти в топ-10 мирового рейтинга. На Открытом чемпионате Австралии аргентинец не сумел пробиться в четвёртый круг, проиграв чеху Томашу Бердыху. В марте дель Потро стал чемпионом на двух турнирах подряд. Сначала он победил в Акапулько, победив в финале Кевина Андерсона — 6-4, 6-4. По ходу этого турнира он победил сразу трёх теннисистов из топ-10. Следующую победу он одержал на Мастерсе в Индиан-Уэлсе. Это первый победа в карьере аргентинца на турнирах серии Мастерс, которую он одержал, переиграв в финале лидера рейтинга АТП Роджера Федерера — 6:4, 6:7(8), 7:6(2). В третьем сете дель Потро отыграл три матчбола на подаче швейцарца, а затем вчистую выиграл решающий тай-брейк. На следующем Мастерсе в Майами он добрался до полуфинала.
На Открытом чемпионате Франции 2018 года дель Потро впервые с 2009 года смог дойти до полуфинала. По ходу турнира он выиграл двух теннисистов из топ-10 (в четвёртом раунде № 10 Джона Изнера, в 1/4 финала № 4 Марина Чилича). Путь к финал ему закрыл № 1 в мире Рафаэль Надаль. Также дель Потро уступил Надалю и на Уимблдонском турнире, но уже на стадии 1/4 финала. В начале августа он сыграл в финале турнира в Кабо-Сан-Лукасе, но проиграл в нём Фабио Фоньини — 4-6, 2-6. В середине августа дель Потро впервые в рейтинге поднялся на третье место. На Мастерсе в Цинциннати он вышел в четвертьфинал. На Открытом чемпионате США Хуан Мартин после победы над первой ракеткой мира Рафаэлем Надалем в полуфинале во второй раз в карьере сыграл в титульном матче Большого шлема. На этот раз финал сложился не в его пользу. Дель Потро проиграл в борьбе за Большой шлем Новаку Джоковичу.
| Стадия  | Соперник (посев)       | Рейтинг | Счёт                  | Время матча |
| 1 раунд | Дональд Янг (Q)        | 246     | 6-0 6-3 6-4           | 1 ч 44 мин  |
| 2 раунд | Денис Кудла            | 72      | 6-3 6-1 7-6(4)        | 1 ч 57 мин  |
| 3 раунд | Фернандо Вердаско (31) | 32      | 7-5 7-6(6) 6-3        | 2 ч 53 мин  |
| 4 раунд | Борна Чорич (20)       | 20      | 6-4 6-3 6-1           | 2 ч 5 мин   |
| 1/4     | Джон Изнер (11)        | 11      | 6-7(5) 6-3 7-6(4) 6-2 | 3 ч 31 мин  |
| 1/2     | Рафаэль Надаль (1)     | 1       | 7-6(3) 6-2 — отказ    | 2 ч 7 мин   |
| Финал   | Новак Джокович (6)     | 6       | 3-6 6-7(4) 3-6        | 3 ч 16 мин  |

В начале октября 2018 года дель Потро сыграл в финале турнира в Пекине, где проиграл Николозу Басилашвили — 4-6, 4-6. В концовке сезона аргентинец получил травму колена и пропустил концовку сезона в том числе и Итоговый турнир. В третий раз в карьере дель Потро завершил сезон на пятом месте мирового рейтинга.
Начало сезона 2019 года дель Потро пропустил из-за последствий травмы, в том числе и Открытый чемпионат Австралии. В мае 2019 года Хуан Мартин на Мастерсе в Риме дошёл до четвертьфинала, но проиграл первой ракетке мира Новаку Джоковичу. На Открытом чемпионате Франции он вышел в четвёртый раунд, в котором уступил Карену Хачанову. После этого дель Потро сыграл один турнир в Лондоне, где снялся после победного матча первого раунда против Дениса Шаповалова. Аргентинец получил тяжелую травму колена.
Далее дель Потро пытался вернуться в спорт, но это сделать не получалось. К июню 2021 года он перенёс четыре операции на травмированном колене. В 2022 году объявил, что сыграет на двух турнирах, чтобы завершить карьеру. Но по итогу он сыграл только один матч на турнире в Буэнос-Айресе в феврале 2022 года, проиграв Федерико Дельбонису. После этого он продолжил лечение колена и не оставлял попыток возобновить карьеру. В сентябре 2024 года дель Потро объявил, что сыграет прощальный матч против Новака Джоковича. Их матч состоялся Буэнос-Айресе в декабре 2024 года.

## Рейтинг на конец года
| Год  | Одиночный рейтинг | Парный рейтинг |
| 2021 | 756               | 792            |
| 2020 | 157               | 497            |
| 2019 | 122               | 444            |
| 2018 | 5                 | 272            |
| 2017 | 11                | 314            |
| 2016 | 38                | 354            |
| 2015 | 590               |                |
| 2014 | 137               | 579            |
| 2013 | 5                 | 796            |
| 2012 | 7                 | 563            |
| 2011 | 11                | 185            |
| 2010 | 258               |                |
| 2009 | 5                 | 118            |
| 2008 | 9                 | 262            |
| 2007 | 44                | 178            |
| 2006 | 92                | 252            |
| 2005 | 157               | 291            |
| 2004 | 1047              | 1349           |

По данным официального сайта ATP на последнюю неделю года.

## Выступления на турнирах

### Финалы турниров Большого шлема в одиночном разряде (2)

#### Победа (1)
| №  | Год  | Турнир                 | Покрытие | Соперник       | Счёт                      |
| 1. | 2009 | Открытый чемпионат США | Хард     | Роджер Федерер | 3-6 7-6(5) 4-6 7-6(4) 6-2 |

#### Поражение (1)
| №  | Год  | Турнир                 | Покрытие | Соперник       | Счёт           |
| 1. | 2018 | Открытый чемпионат США | Хард     | Новак Джокович | 3-6 6-7(4) 3-6 |

### Финалы Итогового турнира ATP в одиночном разряде (1)

#### Поражение (1)
| №  | Год  | Турнир                 | Покрытие   | Соперник в финале | Счет    |
| 1. | 2009 | Лондон, Великобритания | Хард (зал) | Николай Давыденко | 3-6 4-6 |

### Финалы Олимпийских турниров в одиночном разряде (1)

#### Поражение (1)
| №  | Год  | Турнир                   | Покрытие | Соперник в финале | Счет            |
| 1. | 2016 | Рио-де-Жанейро, Бразилия | Хард     | Энди Маррей       | 5-7 6-4 2-6 5-7 |

### Финалы турниров ATP в одиночном разряде (35)

#### Победы (22)
| Титулы (до/после 2009)               |
| ------------------------------------ |
| Турниры Большого шлема (1)*          |
| Итоговый турнир ATP (0)              |
| Олимпиада (0)                        |
| серия Мастерс (1)                    |
| ATP International Gold / ATP 500 (9) |
| ATP International / ATP 250 (11+1)   |

| Титулы по покрытиям | Титулы по месту проведения матчей турнира |
| ------------------- | ----------------------------------------- |
| Хард (18+1)*        | Зал (7)                                   |
| Грунт (4)           | Зал (7)                                   |
| Трава (0)           | Открытый воздух (15+1)                    |
| Ковёр (0)           | Открытый воздух (15+1)                    |

* количество побед в одиночном разряде + количество побед в парном разряде.
| №   | Дата             | Турнир                 | Покрытие   | Соперник в финале | Счёт                      |
| 1.  | 13 июля 2008     | Штутгарт, Германия     | Грунт      | Ришар Гаске       | 6-4 7-5                   |
| 2.  | 20 июля 2008     | Кицбюэль, Австрия      | Грунт      | Юрген Мельцер     | 6-2 6-1                   |
| 3.  | 10 августа 2008  | Лос-Анджелес, США      | Хард       | Энди Роддик       | 6-1 7-6(2)                |
| 4.  | 17 августа 2008  | Вашингтон, США         | Хард       | Виктор Троицки    | 6-3 6-3                   |
| 5.  | 17 января 2009   | Окленд, Новая Зеландия | Хард       | Сэм Куэрри        | 6-4 6-4                   |
| 6.  | 9 августа 2009   | Вашингтон, США (2)     | Хард       | Энди Роддик       | 3-6 7-5 7-6(6)            |
| 7.  | 14 сентября 2009 | Открытый чемпионат США | Хард       | Роджер Федерер    | 3-6 7-6(5) 4-6 7-6(4) 6-2 |
| 8.  | 27 февраля 2011  | Делрей-Бич, США        | Хард       | Янко Типсаревич   | 6-4 6-4                   |
| 9.  | 1 мая 2011       | Оэйраш, Португалия     | Грунт      | Фернандо Вердаско | 6-2 6-2                   |
| 10. | 26 февраля 2012  | Марсель, Франция       | Хард (зал) | Микаэль Льодра    | 6-4 6-4                   |
| 11. | 6 мая 2012       | Оэйраш, Португалия (2) | Грунт      | Ришар Гаске       | 6-4 6-2                   |
| 12. | 21 октября 2012  | Вена, Австрия          | Хард (зал) | Грега Жемля       | 7-5 6-3                   |
| 13. | 28 октября 2012  | Базель, Швейцария      | Хард (зал) | Роджер Федерер    | 6-4 6-7(5) 7-6(3)         |
| 14. | 17 февраля 2013  | Роттердам, Нидерланды  | Хард (зал) | Жюльен Беннето    | 7-6(2) 6-3                |
| 15. | 4 августа 2013   | Вашингтон, США (3)     | Хард       | Джон Изнер        | 3-6 6-1 6-2               |
| 16. | 6 октября 2013   | Токио, Япония          | Хард       | Милош Раонич      | 7-6(5) 7-5                |
| 17. | 27 октября 2013  | Базель, Швейцария (2)  | Хард (зал) | Роджер Федерер    | 7-6(3) 2-6 6-4            |
| 18. | 11 января 2014   | Сидней, Австралия      | Хард       | Бернард Томич     | 6-3 6-1                   |
| 19. | 23 октября 2016  | Стокгольм, Швеция      | Хард (зал) | Джек Сок          | 7-5 6-1                   |
| 20. | 22 октября 2017  | Стокгольм, Швеция (2)  | Хард (зал) | Григор Димитров   | 6-4 6-2                   |
| 21. | 3 марта 2018     | Акапулько, Мексика     | Хард       | Кевин Андерсон    | 6-4 6-4                   |
| 22. | 18 марта 2018    | Индиан-Уэлс, США       | Хард       | Роджер Федерер    | 6-4 6-7(8) 7-6(2)         |

#### Поражения (13)
| №   | Дата            | Турнир                  | Покрытие   | Соперник в финале     | Счёт              |
| 1.  | 5 октября 2008  | Токио, Япония           | Хард       | Томаш Бердых          | 1-6 4-6           |
| 2.  | 16 августа 2009 | Монреаль, Канада        | Хард       | Энди Маррей           | 7-6(4) 6-7(3) 1-6 |
| 3.  | 29 ноября 2009  | Финал Мирового Тура ATP | Хард (зал) | Николай Давыденко     | 3-6 4-6           |
| 4.  | 30 октября 2011 | Вена, Австрия           | Хард (зал) | Жо-Вильфрид Тсонга    | 7-6(5) 3-6 4-6    |
| 5.  | 19 февраля 2012 | Роттердам, Нидерланды   | Хард (зал) | Роджер Федерер        | 1-6 4-6           |
| 6.  | 17 марта 2013   | Индиан-Уэлс, США        | Хард       | Рафаэль Надаль        | 6-4 3-6 4-6       |
| 7.  | 13 октября 2013 | Шанхай, Китай           | Хард       | Новак Джокович        | 1-6 6-3 6-7(3)    |
| 8.  | 14 августа 2016 | Олимпиада               | Хард       | Энди Маррей           | 5-7 6-4 2-6 5-7   |
| 9.  | 29 октября 2017 | Базель, Швейцария       | Хард (зал) | Роджер Федерер        | 7-6(5) 4-6 3-6    |
| 10. | 13 января 2018  | Окленд, Новая Зеландия  | Хард       | Роберто Баутиста Агут | 1-6 6-4 5-7       |
| 11. | 4 августа 2018  | Кабо-Сан-Лукас, Мексика | Хард       | Фабио Фоньини         | 4-6 2-6           |
| 12. | 9 сентября 2018 | Открытый чемпионат США  | Хард       | Новак Джокович        | 3-6 6-7(4) 3-6    |
| 13. | 7 октября 2018  | Пекин, Китай            | Хард       | Николоз Басилашвили   | 4-6 4-6           |

### Финалы челленджеров и фьючерсов в одиночном разряде (8)

#### Победы (6)
| Титулы             |
| Челленджеры (3+2)* |
| Фьючерсы (3)       |

| Титулы по покрытиям | Титулы по месту проведения матчей турнира |
| ------------------- | ----------------------------------------- |
| Хард (1)*           | Зал (0)                                   |
| Грунт (5+2)         | Зал (0)                                   |
| Трава (0)           | Открытый воздух (6+2)                     |
| Ковёр (0)           | Открытый воздух (6+2)                     |

* количество побед в одиночном разряде + количество побед в парном разряде.
| №  | Дата           | Турнир                  | Покрытие | Соперник в финале | Счёт            |
| 1. | 10 апреля 2005 | Сантьяго, Чили          | Грунт    | Хорхе Агилар      | 6-4 7-6(6)      |
| 2. | 17 апреля 2005 | Сантьяго, Чили          | Грунт    | Тьягу Алвес       | 6-1 6-1         |
| 3. | 1 мая 2005     | Кордова, Аргентина      | Грунт    | Дамиан Патриарка  | 6-0 3-2 — отказ |
| 4. | 6 ноября 2005  | Монтевидео, Уругвай     | Грунт    | Борис Пашански    | 6-3 2-6 7-6(3)  |
| 5. | 9 апреля 2006  | Агуаскальентес, Мексика | Грунт    | Серхио Ройтман    | 3-6 6-4 6-3     |
| 6. | 6 августа 2006 | Сеговия, Испания        | Хард     | Беньямин Беккер   | 6-4 5-7 6-4     |

#### Поражения (2)
| №  | Дата           | Турнир                      | Покрытие | Соперник в финале | Счёт        |
| 1. | 6 февраля 2005 | Беримбау-Наукалпан, Мексика | Хард     | Дарко Мадьяровски | 6-3 4-6 4-6 |
| 2. | 30 июля 2005   | Кампус-ду-Жордау, Бразилия  | Хард     | Андре Са          | 4-6 4-6     |

### Финалы турниров ATP в парном разряде (1)

#### Победа (1)
| №  | Дата         | Турнир            | Покрытие | Партнёр        | Соперники в финале              | Счёт           |
| 1. | 29 июля 2007 | Индианаполис, США | Хард     | Трэвис Пэрротт | Теймураз Габашвили Иво Карлович | 3-6 6-2 [10-6] |

### Финалы челленджеров и фьючерсов в парном разряде (5)

#### Победы (2)
| №  | Дата           | Турнир                  | Покрытие | Партнёр                  | Соперники в финале          | Счёт     |
| 1. | 13 ноября 2005 | Гуаякиль, Эквадор       | Грунт    | Хуан Антонио Марин       | Иван Миранда Луис Орна      | Без игры |
| 2. | 9 апреля 2006  | Агуаскальентес, Мексика | Грунт    | Мартин Вассальо Аргуэльо | Эктор Альмада Виктор Ромеро | 7-5 7-5  |

#### Поражения (3)
| №  | Дата           | Турнир                  | Покрытие | Партнёр                  | Соперники в финале                     | Счёт       |
| 1. | 7 августа 2005 | Белу-Оризонти, Бразилия | Хард     | Максимо Гонсалес         | Александр Власки Джозеф Лесли          | 6-7(8) 4-6 |
| 2. | 9 июля 2006    | Бьелла, Италия          | Грунт    | Мартин Вассальо Аргуэльо | Лукас Арнольд Кер Агустин Кальери      | 6-7(5) 2-6 |
| 3. | 18 марта 2007  | Санрайз, США            | Хард     | Себастьян Прието         | Кристоф Влиген Константинос Икономидис | 3-6 4-6    |

### Финалы командных турниров (3)

#### Победа (1)
| №  | Год  | Турнир       | Команда                                       | Соперник в финале                   | Счёт |
| 1. | 2016 | Кубок Дэвиса | Аргентина Ф.Дельбонис,Х. М.дель Потро,Л.Майер | Хорватия И.Додиг,И.Карлович,М.Чилич | 3-2  |

#### Поражения (2)
| №  | Год  | Турнир       | Команда                                                          | Соперник в финале                               | Счёт |
| 1. | 2008 | Кубок Дэвиса | Аргентина Х. Акасусо, Х. М. Дель Потро, А. Кальери, Д. Налбандян | Испания Ф. Вердаско, Ф. Лопес, Д. Феррер        | 1-3  |
| 2. | 2011 | Кубок Дэвиса | Аргентина Х. М.дель Потро, Х.Монако, Д.Налбандян, Э.Шванк        | Испания Ф.Вердаско, Р.Надаль, Ф.Лопес, Д.Феррер | 1-3  |

## История выступлений на турнирах
| Турнир                       | 2005          | 2006          | 2007          | 2008          | 2009          | 2010          | 2011          | 2012  | 2013          | 2014          | 2015          | 2016  | 2017          | 2018          | 2019          | Итог   | В/П за карьеру |
| ---------------------------- | ------------- | ------------- | ------------- | ------------- | ------------- | ------------- | ------------- | ----- | ------------- | ------------- | ------------- | ----- | ------------- | ------------- | ------------- | ------ | -------------- |
| Турниры Большого шлема       |               |               |               |               |               |               |               |       |               |               |               |       |               |               |               |        |                |
| Открытый чемпионат Австралии | -             | -             | 2Р            | 2Р            | 1/4           | 4Р            | 2Р            | 1/4   | 3Р            | 2Р            | -             | -     | -             | 3Р            | -             | 0 / 9  | 19-9           |
| Открытый чемпионат Франции   | -             | 1Р            | 1Р            | 2Р            | 1/2           | -             | 3Р            | 1/4   | -             | -             | -             | -     | 3Р            | 1/2           | 4Р            | 0 / 9  | 22-9           |
| Уимблдонский турнир          | -             | -             | 2Р            | 2Р            | 2Р            | -             | 4Р            | 4Р    | 1/2           | -             | -             | 3Р    | 2Р            | 1/4           | -             | 0 / 9  | 21-9           |
| Открытый чемпионат США       | К1            | 1Р            | 3Р            | 1/4           | П             | -             | 3Р            | 1/4   | 2Р            | -             | -             | 1/4   | 1/2           | Ф             | -             | 1 / 10 | 35-9           |
| Итог                         | 0 / 0         | 0 / 2         | 0 / 4         | 0 / 4         | 1 / 4         | 0 / 1         | 0 / 4         | 0 / 4 | 0 / 3         | 0 / 1         | 0 / 0         | 0 / 2 | 0 / 3         | 0 / 4         | 0 / 1         | 1 / 37 |                |
| В/П в сезоне                 | 0-0           | 0-2           | 4-4           | 7-4           | 17-3          | 3-1           | 8-4           | 15-4  | 8-3           | 1-1           | 0-0           | 6-2   | 8-3           | 17-4          | 3-1           |        | 97-36          |
| Итоговые турниры             |               |               |               |               |               |               |               |       |               |               |               |       |               |               |               |        |                |
| Итоговый турнир ATP          | -             | -             | -             | Группа        | Ф             | -             | -             | 1/2   | Группа        | -             | -             | -     | -             | -             | -             | 0 / 4  | 7-8            |
| Олимпийские игры             |               |               |               |               |               |               |               |       |               |               |               |       |               |               |               |        |                |
| Летняя Олимпиада             | Не проводился | Не проводился | Не проводился | -             | Не проводился | Не проводился | Не проводился | III   | Не проводился | Не проводился | Не проводился | II    | Не проводился | Не проводился | Не проводился | 0 / 2  | 10-2           |
| Турниры серии Мастерс        |               |               |               |               |               |               |               |       |               |               |               |       |               |               |               |        |                |
| Индиан-Уэлс                  | -             | -             | 2Р            | -             | 1/4           | -             | 1/2           | 1/4   | Ф             | -             | -             | 2Р    | 3Р            | П             | -             | 1 / 8  | 24-7           |
| Майами                       | -             | -             | 4Р            | 2Р            | 1/2           | -             | 4Р            | 3Р    | 2Р            | -             | 1Р            | 2Р    | 3Р            | 1/2           | -             | 0 / 10 | 19-10          |
| Монте-Карло                  | -             | -             | -             | К2            | 2Р            | -             | -             | -     | 3Р            | -             | -             | -     | -             | -             | -             | 0 / 2  | 1-2            |
| Мадрид                       | -             | 1Р            | 3Р            | 1/4           | 1/2           | -             | 3Р            | 1/2   | -             | -             | -             | 2Р    | -             | 3Р            | 2Р            | 0 / 9  | 15-8           |
| Рим                          | -             | -             | К1            | 1Р            | 1/4           | -             | -             | 3Р    | 3Р            | -             | -             | -     | 1/4           | 3Р            | 1/4           | 0 / 7  | 11-7           |
| Монреаль / Торонто           | -             | -             | 1Р            | -             | Ф             | -             | 2Р            | 2Р    | 3Р            | -             | -             | -     | 2Р            | -             | -             | 0 / 6  | 7-6            |
| Цинциннати                   | -             | -             | 3Р            | -             | -             | -             | 2Р            | 1/2   | 1/2           | -             | -             | -     | 3Р            | 1/4           | -             | 0 / 6  | 13-6           |
| Шанхай                       | Не проводился | Не проводился | Не проводился | Не проводился | 2Р            | -             | -             | -     | Ф             | -             | -             | 1Р    | 1/2           | 3Р            | -             | 0 / 5  | 8-5            |
| Париж                        | -             | -             | 2Р            | 3Р            | 1/4           | -             | -             | 3Р    | 1/4           | -             | -             | -     | 1/4           | -             | -             | 0 / 6  | 9-6            |
| Статистика за карьеру        |               |               |               |               |               |               |               |       |               |               |               |       |               |               |               |        |                |
| Проведено финалов            | 0             | 0             | 0             | 5             | 5             | 0             | 3             | 5     | 6             | 1             | 0             | 2     | 2             | 6             | 0             | 35     |                |
| Выиграно турниров            | 0             | 0             | 0             | 4             | 3             | 0             | 2             | 4     | 4             | 1             | 0             | 1     | 1             | 2             | 0             | 22     |                |
| В/П: всего                   | 0-0           | 10-12         | 28-25         | 46-16         | 54-16         | 3-3           | 48-18         | 65-17 | 51-16         | 7-3           | 2-2           | 32-12 | 38-16         | 47-13         | 8-4           |        | 439-173        |
| Σ % побед                    | -             | 45 %          | 53 %          | 74 %          | 77 %          | 50 %          | 72 %          | 79 %  | 76 %          | 70 %          | 50 %          | 73 %  | 70 %          | 78 %          | 67 %          |        | 72 %           |

К — проигрыш в квалификационном турнире.